# ترویبراتکا
ترویبراتکا (به لاتین: Troyebratka) یک منطقهٔ مسکونی در روسیه است که در استان آمور واقع شده‌است.